# Aleksander Grzegorzewski
Aleksander Grzegorzewski (ur. 1806, zm. 13 czerwca 1855 w Czersku) – jeden z przywódców Rządu Narodowego Rzeczypospolitej Polskiej w czasie powstania krakowskiego 1846, zesłaniec syberyjski.

## Życiorys
Uczestnik powstania listopadowego. 22 lutego 1846 wszedł obok Jana Tyssowskiego i Ludwika Gorzkowskiego do triumwiratu, tworzącego Rząd Narodowy jako przedstawiciel Królestwa Kongresowego. Aresztowany przez władze rosyjskie po przekroczeniu granicy Królestwa, poddany ostremu śledztwu w Cytadeli Warszawskiej, osadzony w Twierdzy Modlin.
W 1848 skazany na karę śmierci i konfiskatę majątku, złagodzoną na 12 lat ciężkich robót. Do 1854 przebywał w Irkucku.